# Пучок заряженных частиц

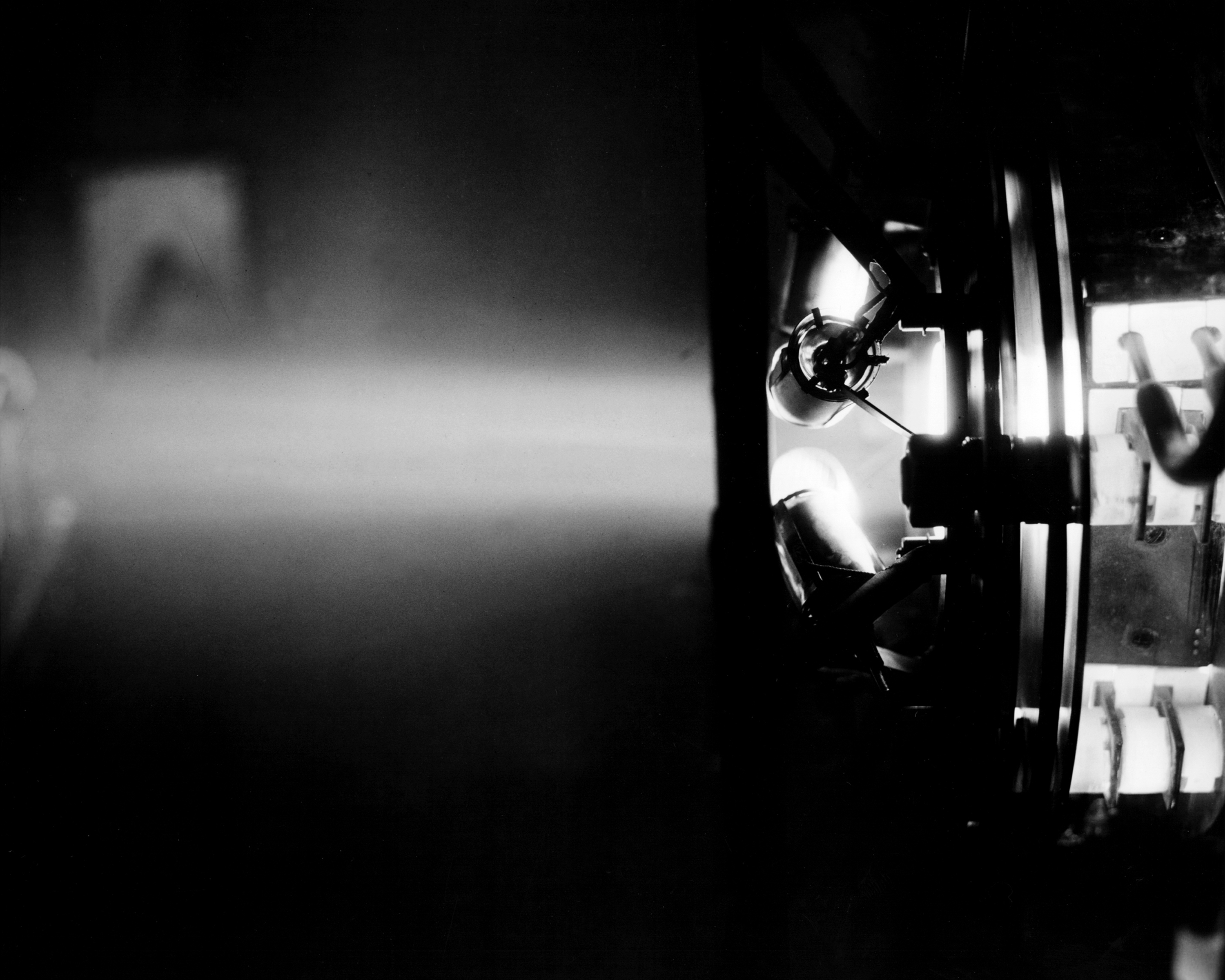
Ионный пучок, выходящий из ионного двигателя на испытаниях в NASA, сентябрь 1959. Свечение происходит вследствие релаксации возбуждения ионизованных молекул воздуха.

Пучок заря́женных частиц — это группа электрически заряженных частиц, которые имеют близкое положение в пространстве, имеют примерно одинаковую энергию и движутся примерно в одном направлении. Чёткое определение часто вызывает затруднения, в особенности при попытке провести границу между пучком заряженных частиц и плазмой.
Пучки заряженных частиц имеют очень широкое применение в самых разных областях. Пучки высокой энергии используются для экспериментов в физике элементарных частиц. Такие пучки можно разделить на два основных класса:
- несгруппированные пучки (coasting beams или DC-пучки), которые не имеют продольной подструктуры в направлении движения пучка;
- сгруппированные пучки, в которых частицы распределены в сгустки (они наиболее распространены в современных установках, поскольку большинство современных ускорителей частиц требуют сгруппированных пучков для ускорения).